# Itaparica (football)
Pour les articles homonymes, voir Itaparica.
Manoel dos Santos Filho, dit Itaparica, est un footballeur brésilien né le 8 juillet 1980 à Itaparica.

## Carrière
- 1999-1999 : Brasília FC ( Brésil)
- 2000-2000 : EC Caraguatatuba ( Brésil)
- 2001-2001 : CA Fraiburgo ( Brésil)
- 2002-2002 : Tupã FC ( Brésil)
- 2002-2003 : Cruzeiro EC ( Brésil)
- 2004-2004 : AA Portuguesa Santista ( Brésil)
- 2005-2005 : Avaí FC ( Brésil)
- 2006-2006 : AA Anapolina ( Brésil)
- 2006-2006 : Paysandu SC ( Brésil)
- 2007-2008 : South China ( Hong Kong)
- Depuis 2008 : TSW Pegasus ( Hong Kong)[1]

## Palmarès

### Club
- Avec Cruzeiro EC :
  - Champion du Brésil en 2003.
  - Vainqueur de la Coupe du Brésil en 2003.
  - Champion du Minas Gerais en 2003.

- Avec Paysandu SC :
  - Champion du Pará en 2006.

- Avec South China :
  - Champion de Hong Kong en 2008.

- Avec TSW Pegasus :
  - Vainqueur de la Coupe de Hong Kong en 2010.